# Einschienenbahn Drievliet
| Einschienenbahn Drievliet       | Einschienenbahn Drievliet |
| ------------------------------- | ------------------------- |
| Einschienenbahn Drievliet, 2012 |                           |
| Streckenverlauf                 |                           |
| Streckenlänge:                  | 0,2 km                    |
|                                 |                           |

Die Einschienenbahn Drievliet verkehrt im niederländischen Drievliet Family Park in Den Haag, Zuid-Holland und durchquert einen großen Teil des Freizeitparks. 

## Geschichte
Die Einschienenbahn wurde 1968 durch die Leverkusener Firma von Paul Schwingel (* 21. Februar 1907 in Eisenberg/Pfalz; † 21. Juli 2006 in Leverkusen) gebaut und 1968 durch den Bürgermeister von Rijswijk, Archibald Theodoor Bogaardt, eröffnet.
Die 200 Meter lange und zwei bis vier Meter hohe Bahn verläuft auf Beton-Pfählen und Stahl-Ständern. Im Winter 2009/2010 wurde der Schattenbahnhof im Art-déco-Stil neu gestaltet. In den vierteiligen Gliederzügen, deren windschnittige Gestaltung einem Hochgeschwindigkeitszug ähnelt, finden insgesamt bis zu 16 Fahrgäste Platz, um auf dem vergleichsweise kurzen Rundkurs jeweils zwei Fahrten bei geringer Geschwindigkeit durchzuführen.